# Glacier River (Twentymile River)
Der Glacier River (englisch für „Gletscher-Fluss“) ist ein 9,7 Kilometer langer linker Nebenfluss des Twentymile River in den Chugach Mountains 60 km ostsüdöstlich von Anchorage im US-Bundesstaat Alaska.

## Flusslauf
Der Glacier River bildet den Abfluss des etwa 50 m hoch gelegenen Gletscherrandsees des Twentymile-Gletschers. Er fließt anfangs etwa 3 km nach Süden. Er nimmt den Upper Carmen River, der den nahen Carmen Lake durchfließt, von links auf. Der Glacier River wendet sich kurz darauf nach Westen und fließt dem Twentymile River zu. Die Mündung liegt auf einer Höhe von etwa 7 m. Knapp 2 km oberhalb der Mündung des Glacier River in den Twentymile River zweigt ein kleinerer linker Mündungsarm ab und trifft etwa einen Kilometer unterhalb der Hauptmündung auf den Twentymile River.

## Einzugsgebiet
Der Glacier River entwässert ein Areal von etwa 161 km². Das Einzugsgebiet liegt nördlich des Isthmus zwischen Portage und Whittier und umfasst den Twentymile-Gletscher sowie das Einzugsgebiet des Upper Carmen River sowie dessen Nebenflusses South Fork Upper Carmen River.

## Namensgebung
Der lokale Flussname wurde 1898 von Captain E. F. Glenn gemeldet.